# 阿普薩特河
57°06′47″N 118°07′34″E / 57.113°N 118.126°E
阿普薩特河（俄语：Апсат），是俄羅斯的河流，位於該國東南部外貝加爾邊疆區，屬於恰拉河的左支流，發源自科達爾山脈，最終注入貝加爾湖，河道全長105公里，流域面積1,280平方公里。